# Luciola lusitanica
La luciérnaga voladora o luciérnaga voladora parpadeante (Luciola lusitanica) es una especie de coleóptero de la familia Lampyridae. Es una especie presente en la península ibérica.
Tanto los machos como las hembras son alados, aunque sólo vuelan los machos. Ambos sexos emiten destellos de luz de manera intermitente.